# Steve Lekoelea
Steve Lekoelea (ur. 5 lutego 1979 w Sebokeng jako Steve Motsiri) – południowoafrykański piłkarz grający na pozycji pomocnika. W reprezentacji Republiki Południowej Afryki rozegrał 10 meczów.

## Kariera klubowa
Karierę piłkarską Lekoelea rozpoczął w klubie Moroka Swallows z Johannesburga. W 1995 roku zadebiutował w jego barwach w pierwszej lidze południowoafrykańskiej. W klubie tym grał do lata 1997 i wtedy też odszedł do innego zespołu z Johannesburga, Orlando Pirates. W Orlando Pirates spędził 8 lat. W tym okresie dwukrotnie wywalczył mistrzostwo Premier Soccer League w latach 2001 i 2003. W 2000 roku zdobył MTN 8 Cup, a w latach 1999 i 2001 wygrał Charity Cup.
W 2005 roku Lekoelea odszedł do Maritzburga United. W 2006 roku awansował z nim z Mvela League do Premier Soccer League, a w 2007 roku spadł z nim z tej ligi. W 2008 roku zawodnik ponownie zmienił klub i przeszedł do Platinum Stars z Rustenburga. Grał w nim do końca sezonu 2008/2009 i wtedy też zakończył karierę piłkarską.
| Sezon   | Klub              | Kraj              | Rozgrywki             | Mecze | Bramki |
| ------- | ----------------- | ----------------- | --------------------- | ----- | ------ |
| 1995    | Moroka Swallows   | Południowa Afryka | I. liga               | ?     | ?      |
| 1996/97 | Moroka Swallows   | Południowa Afryka | Premier Soccer League | 21    | 4      |
| 1997/98 | Orlando Pirates   | Południowa Afryka | Premier Soccer League | 15    | 6      |
| 1998/99 | Orlando Pirates   | Południowa Afryka | Premier Soccer League | 29    | 3      |
| 1999/00 | Orlando Pirates   | Południowa Afryka | Premier Soccer League | 40    | 12     |
| 2000/01 | Orlando Pirates   | Południowa Afryka | Premier Soccer League | 7     | 2      |
| 2001/02 | Orlando Pirates   | Południowa Afryka | Premier Soccer League | 7     | 2      |
| 2002/03 | Orlando Pirates   | Południowa Afryka | Premier Soccer League | 8     | 0      |
| 2003/04 | Orlando Pirates   | Południowa Afryka | Premier Soccer League | 25    | 2      |
| 2004/05 | Orlando Pirates   | Południowa Afryka | Premier Soccer League | 22    | 5      |
| 2005/06 | Maritzburg United | Południowa Afryka | Mvela League          | 5     | 0      |
| 2006/07 | Maritzburg United | Południowa Afryka | Premier Soccer League | 8     | 1      |
| 2007/08 | Maritzburg United | Południowa Afryka | Mvela League          | ?     | ?      |
| 2007/08 | Platinum Stars    | Południowa Afryka | Premier Soccer League | 13    | 0      |
| 2008/09 | Platinum Stars    | Południowa Afryka | Premier Soccer League | 4     | 0      |

## Kariera reprezentacyjna
W reprezentacji Republiki Południowej Afryki Lekoelea zadebiutował w 1998 roku. W 2000 roku podczas Pucharu Narodów Afryki 2000 wystąpił w 3 meczach: z Gabonem (3:1), z Algierią (1:1) i półfinale z Nigerią (0:2). Z RPA zajął 3. miejsce na tym turnieju. W tym samym roku zagrał również na Igrzyskach Olimpijskich w Sydney. W kadrze narodowej od 1998 do 2002 roku rozegrał 10 meczów.